# Thomas Piketty
Thomas Piketty [tɔma pikɛti], (Clichy-sur-Seine, 7 de maig de 1971), és un economista francès especialitzat en l'estudi de la desigualtat econòmica. Ha estat director d'estudis de l'École des hautes études en sciences sociales (EHESS), i és president associat de l'École d'économie de Paris. També és autor del llibre El capital al segle XXI (2014).

## Pensament
Piketty considera que la desigualtat econòmica és un assumpte ideològic i polític que es pot canviar, per això proposa solucions com pujar els impostos de la renda i de patrimoni, eliminar els impostos indirectes com l'IVA, construir institucions internacionals que vetllin per una fiscalitat comuna a més d'eliminar la lliure circulació de capitals, un paper més determinant dels treballadors en la gestió i la propietat de les empreses i cedir 120.000 euros a cada jove que compleixin 25 anys, entre d'altres plantejaments. Ras i curt: l'obra de Piketty advoca per un model basat en la propietat social i la descentralització del poder. L'octubre de 2021, Thomas Piketty va declarar sobre la moneda usada a l'Àfrica occidental de parla francesa i a l'Àfrica central de parla francesa "Seguir parlant el 2021 del franc CFA, és una forma d'anomalia". el franc CFA és una moneda molt denigrada.

## Publicacions
- Les hauts revenus en France au XXe, 2001 ISBN 2-246-61651-4.
- L'économie des inégalités, col·lecció «Repères», La Découverte, 2004 ISBN 2-7071-4291-3.
- Les hauts revenus face aux modifications des taux marginaux supérieurs de l'impôt sur le revenu en France, 1970-1996, Document de treball del CEPREMAP, 9812, i revisat en Économie et Prévision, 1999.
- Fiscalité et redistribution sociale dans la France du XXe, 2001.[7]
- Amb Anthony B. Atkinson, Michel Godet i Lucile Olier, Inégalités économiques, informe del Conseil d'analyse économique, 2001.
- Amb Antoine Bozio, Pour un nouveau système de retraite: Des comptes individuels de cotisations financés par répartition Arxivat 2013-05-14 a Wayback Machine., editorial Rue d'Ulm/ CEPREMAP, 2008.
- Amb Camille Landais i Emmanuel Saez, Pour une révolution fiscale, gener 2011, La République des idées/ Seuil ISBN 9782021039412
- Peut-on sauver l'Europe? Chroniques 2004-2012, Les Liens qui Libèrent, 2012.
- Le Capital au XXIe siècle, col·lecció «Les Livres du nouveau monde», Le Seuil, 2013.[8][9]
  - en català: El capital al segle XXI, traducció d'Imma Estany Morros (Barcelona: Edicions de la Magrana, 2014) ISBN 978-84-8264-744-9.[10]
- Inégalités et redistribution en France au XXe[Enllaç no actiu], conferència de la Universitat de tot el saber, 2002.
- Rapport sur les inégalités mondiales 2018, amb Facundo Alvaredo, Lucas Chancel, Emmanuel Saez et Gabriel Zucman, París, Le Seuil, 2018.
- Changer l'Europe, c'est possible!, Manon Bouju, Lucas Chancel, Anne-Laure Delatte, Stéphanie Hennette, Thomas Piketty, Guillaume Sacriste, Antoine Vauchez, París, Le Seuil, 2019.
- Capital et Idéologie, París, Le Seuil, coll.: «Les Livres du nouveau monde», setembre 2019, 1 248 p., ISBN 978-2-02-133804-1[11]
  - en català: Capital i ideologia, traducció d'Imma Estany Morros i Jordi Boixadós Bisbal (Barcelona: Edicions 62, 2019) ISBN 978-84-2977-804-5.[12]
- Vivement le socialisme! chroniques 2016-2020. París: Le Seuil, 2020.
  - en català: Una Altra forma de socialisme: cròniques 2016-2020. Traducció d'Imma Estany Morros (Barcelona: Edicions 62, 2021) ISBN 978-84-297-7943-1

## Premis i reconeixements
- 1993: Premi de Tesi de l'Associació Francesa de Ciència econòmica (Association française de science économique) (AFSE)
- 2001: Medalla de bronze del CNRS
- 2002: Premi al millor jove economista (Le Monde - Le Cercle des économistes)
- 2013: Premi Yrjö Jahnsson, amb Hélène Rey[13]
- 2014: Legió d'Honor francesa (rebutjat)[14]